# Убийство Жовенеля Моиза
Убийство президента Республики Гаити Жовенеля Моиза произошло в среду 7 июля 2021 года в городе Петьонвиль (Западный департамент страны). Политик с супругой были расстреляны группой неизвестных злоумышленников на территории своей частной резиденции примерно в час ночи по местному времени.

## Происшествие
Ночью 7 июля 2021 года, приблизительно в 1:00 по гаитянскому времени (UTC-5), группа неизвестных вооружённых лиц совершила нападение на частную резиденцию президента Гаити Жовенеля Моиза. Глава государства был застрелен. Ранения в результате произошедшего получила также и первая леди страны, Мартин Моиз. Позже она в критическом состоянии была эвакуирована в одну из больниц в США.
По данным властей, чтобы проникнуть на территорию резиденции, преступники представились агентами из американского Управления по борьбе с наркотиками.
11 июля премьер-министр Гаити заявил о том, что президент перед своей смертью подвергся пыткам.

## Убийцы
По заявлению премьер-министра республики Клода Жозефа, убийцами президента явилась группа неустановленных лиц, некоторые из которых говорили на испанском языке.
8 июля 2021 года глава гаитянской полиции Леон Шарль заявил о задержании подозреваемых. «Четверо из них убиты, ещё двое находятся под нашим контролем и допрашиваются. Трое полицейских, взятых в заложники, освобождены», — заявил Шарль.
По данным гаитянских властей, нападение совершила хорошо вооруженная и организованная группа, в которую входили 26 отставных колумбийских военных и два американца гаитянского происхождения. На допросе американцы сказали, что были лишь переводчиками и что целью акции был арест президента Моиза в рамках исполнения некоего ордера следственного судьи, а не его убийство. 11 подозреваемых были задержаны 9 июля на территории посольства Тайваня. Обыск был согласован с тайваньскими дипломатами. Гаити являются одной из стран, признающих Тайвань самостоятельным государством и поддерживающих с ним дипломатические отношения.
По состоянию на 9 июля 2021 года, 17 подозреваемых были задержаны, трое были убиты в перестрелках с силами безопасности, ещё как минимум восемь продолжали скрываться.
По словам Мартин Моиз, убийц её супруга не устраивали его взгляды относительно развития Гаити: в частности, намерения президента провести выборы и референдум в стране.
11 июля 2021 года Леон Шарль объявил об аресте Кристиана Эмманюэля Санона — гаитянского врача, последние двадцать лет жившего во Флориде. По утверждению Шарля, с июня текущего года Санон находился в Гаити и нанял команду колумбийцев для убийства президента по политическим мотивам.
3 августа 2021 года власти Гаити попросили ООН о помощи для проведения международного расследования убийства президента.
К декабрю 2023 года в Гаити трое обвиняемых по делу об убийстве президента признали себя виновными и были приговорены к пожизненному заключению. К февралю 2024 года еще два человека, обвиняемых в соучастии в убийстве президента, признали себя виновными и были приговорены к пожизненному заключению в США.

## Последствия
Исполняющим обязанности президента страны объявил себя премьер-министр Клод Жозеф.
Согласно конституции Гаити, в случае гибели, недееспособности или отставки президента временно исполнять его обязанности должен председатель Верховного суда, но он недавно скончался от COVID-19. Следующим в очереди является премьер-министр. Президент Моиз с 2018 года менял их шесть раз, и за два дня до убийства назначил седьмого, Ариэля Анри. Однако Анри не успел принять присягу, и предыдущий премьер-министр, Клод Жозеф, его полномочий не признавал.
Сразу после убийства Моиза Клод Жозеф объявил о введении режима военного положения.
9 июля министр по делам выборов Гаити Матиас Пьер попросил США прислать военный контингент примерно из 500 человек для поддержания порядка, а одновременно правительство попросило также прислать войска ООН; США отклонили просьбу министра. На 26 сентября 2021 года в Гаити были запланированы президентские и парламентские выборы.
20 июля 2021 года исполняющим обязанности президента стал премьер-министр Ариэль Анри.

## Реакция
МИД РФ направил гаитянскому народу соболезнования в связи с гибелью главы государства. Также случившееся осудил президент США Джозеф Байден. Помимо прочего, соболезнования властям страны в связи с произошедшим направили Папа Римский Франциск, Патриарх Кирилл, глава МИД Франции Жан-Ив Ле Дриан, председатель Европейского совета Шарль Мишель и премьер-министр Великобритании Борис Джонсон. В свою очередь, генеральный секретарь ООН Антониу Гуттериш назвал инцидент «отвратительным актом» и выразил поддержку населению Гаити.